# Calceolaria purpurascens
Calceolaria purpurascens är en toffelblomsväxtart som först beskrevs av Friedrich Wilhelm Ludwig Kraenzlin och som fick sitt nu gällande namn av U. Molau.
Calceolaria purpurascens ingår i släktet toffelblommor, och familjen toffelblomsväxter. Inga underarter finns listade i Catalogue of Life.